# Seirocastnia lindingii
Seirocastnia lindingii är en fjärilsart som beskrevs av Felder 1868. Seirocastnia lindingii ingår i släktet Seirocastnia och familjen nattflyn. Inga underarter finns listade.